# Noserius femoralis
Noserius femoralis là một loài bọ cánh cứng trong họ Cerambycidae.